# Cymbopetalum
Cymbopetalum là chi thực vật có hoa trong họ Annonaceae.